# 珍妮弗·莫里斯
珍妮弗·莫里斯（英語：Jennifer Morris，1972年9月20日—），澳大利亚女子曲棍球运动员。她曾代表澳大利亚国家队参加1996年和2000年夏季奥林匹克运动会曲棍球比赛，获得二枚金牌。